# Peter Aerts
Peter Aerts, född 25 december 1970, är en holländsk thaiboxare. Han är flerfaldig mästare i K-1 World Grand Prix och har även tävlat i K-1 MMA-galor. Känd för sina hårda sparkar som givit honom smeknamnet "The Dutch Lumberjack".